# Ander Murillo
Ander Murillo García (San Sebastián, España, 22 de julio de 1983) es un exfutbolista español. Jugaba de defensa central y su último equipo fue el AEK Larnaca de la Primera División de Chipre, club del que llegó a ser director deportivo.
Es hijo de Luciano Murillo y sobrino de Eliseo Murillo, jugadores profesionales de fútbol de la década de 1970, que jugaron en la Real Sociedad de Fútbol.

## Trayectoria
Se formó en la cantera del Antiguoko KE de San Sebastián, desde donde pasó al juvenil del Athletic Club en 1999.
Debutó en Primera División el 24 de noviembre de 2001 a los 18 años de edad, en el partido FC Barcelona 1:2 Athletic Club. En su primera temporada jugó 11 partidos de liga y seis de Copa. Su mejor temporada, en cuanto a partidos, fue la campaña 2004/05 con 43 partidos, que le permitió asentarse en la defensa titular de Ernesto Valverde, además de jugar la Copa de la UEFA. El 13 de mayo de 2007 marcó su único gol con el Athletic Club en el empate a uno ante el RC Deportivo de la Coruña, en plena lucha por eludir el descenso de categoría. Pasó casi toda la temporada 2006/07 jugando como centrocampista. A partir de 2007, con la consolidación de Fernando Amorebieta y la llegada de Aitor Ocio, desapareció de las alineaciones. En dos temporadas con Joaquín Caparrós jugó nueve partidos. En 2009 fue cedido a la UD Salamanca, donde fue titular. Pasó la temporada 2010-11 en el Celta de Vigo, tras rescindir contrato con el equipo vasco. En 2011 se incorporó al AEK Larnaca chipriota, donde se convirtió en uno de los capitanes. Con el equipo chipriota participó en varias ediciones de la Liga Europa gracias a los subcampeonatos conseguidos en la Primera División de Chipre. En 2018, tras lograr la Copa de Chipre, decidió dejar su puesto de futbolista para hacerse cargo de la dirección deportiva del club chipriota. Una de sus primeras decisiones fue la de la contratación de Andoni Iraola como técnico del club.
En junio de 2022 se incorporó al cuerpo técnico de Imanol Idiakez en el CD Leganés. Tras la destitución de Idiakez, abandonó el club madrileño y, en julio de 2023, se incorporó al Bilbao Athletic como ayudante de Carlos Gurpegui.

### Selección nacional
Nunca ha sido internacional con la selección española, aunque sí lo fue en todas las categorías inferiores. En 2002 logró la Eurocopa sub-19, siendo capitán del equipo. Entre 2003 y 2005 fue once veces internacional sub-21, donde llegó a ser capitán del equipo.

## Clubes

### Juvenil
| Club          | País   | Año       |
| ------------- | ------ | --------- |
| Antiguoko     | España | 1992-1999 |
| Athletic Club | España | 1999-2001 |

### Profesional
| Club            | País   | Año         | PJ  | Goles |
| --------------- | ------ | ----------- | --- | ----- |
| Bilbao Athletic | España | 2001-2002   | 14  | 0     |
| Athletic Club   | España | 2002-2009   | 157 | 1     |
| UD Salamanca    | España | 2009-2010   | 40  | 0     |
| Celta de Vigo   | España | 2010-2011   | 24  | 0     |
| AEK Larnaca     | Chipre | 2011 - 2018 | 184 | 3     |

## Palmarés

### Copas nacionales
| Título         | Club        | País   | Año  |
| -------------- | ----------- | ------ | ---- |
| Copa de Chipre | AEK Larnaca | Chipre | 2018 |

### Títulos internacionales
| Título          | Equipo | Sede    | Año  |
| --------------- | ------ | ------- | ---- |
| Eurocopa Sub-19 | España | Noruega | 2002 |